# Neohahnia palmicola
Neohahnia palmicola là một loài nhện trong họ Hahniidae.
Loài này thuộc chi Neohahnia. Neohahnia palmicola được Cândido Firmino de Mello-Leitão miêu tả năm 1917.